# Вайбель, Петер
Петер Вайбель (нем. Peter Weibel; 5 марта 1944[…], Одесса, СССР — 1 марта 2023, Карлсруэ, Баден-Вюртемберг) — австрийский художник, куратор и теоретик медиаискусства.

## Биография
Учился в Париже и Вене. Продолжительное время работал с австрийской художницей-феминисткой и кинорежиссером Вали Экспорт. Известность им принесли совместные акции «Из досье собачьей жизни», в ходе которых Вали Экспорт водила Вайбеля на поводке, как собаку, по улицам Вены.
В 1989 году создал на базе известной художественной школы Франкфурта-на-Майне Städelschule «Институт новых медиа» (Instituts für Neue Medien). С 1999 года работал директором Центра искусств и медиатехнологий Карлсруэ (ZKM).
В апреле 2010 года назначен куратором 4-й Московской биеннале современного искусства.

## Цитаты
- «В 1960-е годы в Вене у меня было всего шесть зрителей: венские акционисты из нашей компании и те двое полицейских, что являлись нас арестовывать»[9] — Петер Вайбель.
- «Вы наверняка видели старые французские гангстерские фильмы с Лино Вентура. Знаете, чем они кончаются? У гангстера есть выбор: провернуть последнее дело или отказаться от своей деятельности и открыть ресторанчик. Если он идет на дело, он, как правило, погибает в финале. Такой была моя ситуация в конце шестидесятых, когда я завязал с деятельностью художника. Я не хотел сойти с ума, оказаться за решеткой, погибнуть, стать жертвой общества, если вспомнить название книги Арто. Кураторство, музейное дело — это мой ресторанчик»[10] — Петер Вайбель, 2010.

## Издания на русском языке
- Вайбель П. Мир — переписываемая программа? — М.: Медиаком, 2011.
- Вайбель П. 10++ программных текстов для возможных миров. — M.: Логос-Гнозис, 2011.